# Heudes diksnavelmees
Heudes diksnavelmees (Paradoxornis heudei synoniem: Calamornis heudei) is een zangvogel uit de familie van de  Paradoxornithidae (diksnavelmezen). De naam verwijst naar de Franse missionaris en zoöloog Pierre Marie Heude (1836-1902).

## Verspreiding en leefgebied
Deze soort komt voor in China tot oostelijk Rusland en telt twee ondersoorten:
- P. h. polivanovii:  Mongolië tot Mantsjoerije (noordoostelijk China) en zuidoostelijk Rusland.
- P. h. heudei: Oost-China.

Het leefgebied bestaat uit rietlanden langs rivieren (tot 800 m boven zeeniveau), op eilanden en bij riviermondingen.

## Status
De grootte van de populatie is niet gekwantificeerd maar de soort wordt omschreven als plaatselijk algemeen. De soort is echter volledig afhankelijk is van rietvelden die langzaam verdwijnen. Op de Rode lijst van de IUCN heeft deze soort daarom de status gevoelig.